# Pneumatica (scienza)

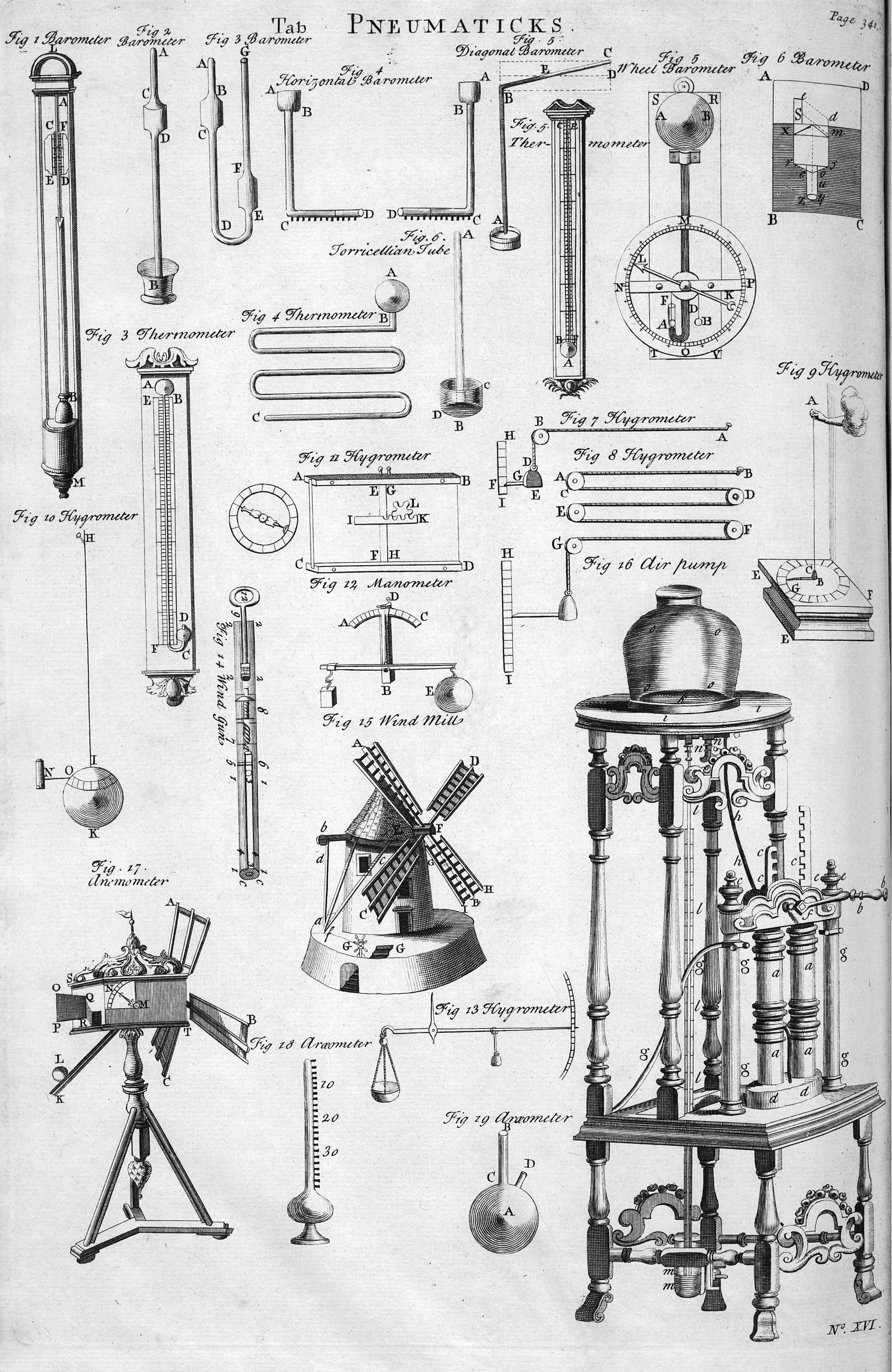
Illustrazioni di strumenti pneumatici (Cyclopaedia, Volume 2, 1728).

La pneumatica dal greco πνευματικός ("pneumatikos, proveniente dal vento") è una branca della fisica e della tecnologia che studia il trasferimento di forze mediante l'utilizzo di gas in pressione, molto spesso aria compressa.

## Applicazioni
La pneumatica è una scienza che trova larga applicazione nel campo dell'automazione industriale.
Dispositivi pneumatici sono usati in molte applicazioni industriali, in cui, solitamente, sono in gioco forze minori di quelle per cui sono più indicati dispositivi idraulici. I dispositivi pneumatici sono generalmente meno costosi di quelli elettrici e sono progettati per utilizzare, come sorgente di energia, aria opportunamente filtrata e depurata, mediante opportuni attuatori convertono l'energia dell'aria compressa in energia per azionare dispositivi meccanici mobili. Il tipo di movimento prodotto dipende dal tipo di attuatore impiegato.

## Azionamento delle valvole
Una singola linea alimenta più banchi pneumatici quindi è necessario l'utilizzo delle valvole per ripartire l'aria compressa tra i vari utilizzi. Le valvole sono suddivise, a seconda del tipo di comando, in:
- Valvole ad azionamento manuale;
- Valvole ad azionamento pneumatico;
- valvole ad azionamento elettrico.

Inoltre sono ancora suddivise in altri tipi
- valvola 3/2: è una valvola con 2 posizioni e 3 vie
- valvola 5/2: valvola con 2 posizioni e 5 vie
- valvola 5/3: valvola con 3 posizioni e 5 vie

gli orifizi hanno il loro nome:
1-> pressione,
2 e 4-> mandate,
3 e 5-> scarichi.
L'azionamento manuale consiste in una leva che permette all'operatore di scegliere la linea a cui indirizzare l'aria; l'azionamento pneumatico è così chiamato perché la valvola è comandata a sua volta da una linea pneumatica separata o collegata a quella che si vuole comandare; l'azionamento elettrico si utilizza per collegare le valvole ad un comando elettrico a bobina che è spesso collegato ad un PLC.